# Gabriele Hinzmann
Gabriele Hinzmann (nata Trepschek; Schwerin, 31 maggio 1947) è un'ex discobola tedesca, vincitrice di una medaglia di bronzo alle Olimpiadi di Montreal 1976.

## Palmarès
| Anno | Manifestazione   | Sede              | Evento           | Risultato | Misura  | Note |
| ---- | ---------------- | ----------------- | ---------------- | --------- | ------- | ---- |
| 1964 | Europei juniores | Varsavia          | Lancio del disco | Argento   | 45,71 m |      |
| 1969 | Europei          | Atene             | Lancio del disco | 7ª        | 52,32 m |      |
| 1972 | Olimpiadi        | Monaco di Baviera | Lancio del disco | 6ª        | 61,72 m |      |
| 1974 | Europei          | Roma              | Lancio del disco | Bronzo    | 62,50 m |      |
| 1976 | Olimpiadi        | Montréal          | Lancio del disco | Bronzo    | 66,84 m |      |

## Altre competizioni internazionali
1973
- Coppa Europa di atletica leggera ( Edimburgo)

1975
- Coppa Europa di atletica leggera ( Nizza)